# 吹田市立西山田中学校
吹田市立西山田中学校（すいたしりつ にしやまだちゅうがっこう）は、大阪府吹田市山田西二丁目にある公立中学校。1979年に吹田市立山田中学校より分離開校した。

## 沿革
- 1979年
  - 4月1日 - 吹田市立西山田中学校として現在地に開校した。吹田市立山田中学校より一部の2年生を転校させる。
  - 11月12日 - 開校式。
- 1984年4月10日 - 基礎学級（養護学級）を新設。
- 1986年 - 従来の校区の一部を吹田市立山田中学校の校区に変更。
- 2025年 - 2025年新年度から吹田市立山田第五小学校が吹田市立山田第三小学校に再統合されるに伴い校区拡大される。

## 通学区域
- 吹田市立山田第三小学校と吹田市立西山田小学校の通学区域。

※2025年新年度から山田第五小学校が山田第三小学校に再統合されるに伴い、その卒業生は西山田中学校に進学する校区になる。
だが、現在の山田第五小学校区に住んでいる者は、西山田中学校、山田中学校のいずれかを選択することができる経過措置が設けられる。

## 著名な出身者
- 田村裕（麒麟、お笑い芸人）
- 後藤淳平（ジャルジャル、お笑い芸人）
- 桂雀喜（落語家、桂米朝一門、桂雀三郎門下）
- 岸田護（元プロ野球投手、オリックスバファローズ監督）
- 大谷亮平（俳優）

## 交通
- 阪急千里線・大阪モノレール 山田駅 南東へ約1.7km（徒歩約20分）。